# Le Sexe autour du monde
Le Sexe autour du monde est une émission de télévision québécoise en 24 épisodes de 52 minutes diffusée entre le 4 janvier 2011 et le 26 février 2013 sur la chaîne TV5 Québec Canada, puis sur TV5 Monde à partir du 19 novembre 2011.

## Concept
Avec un ton ludique, l'animateur Philippe Desrosiers parcourt plusieurs pays dans le monde afin de mieux comprendre la manière dont chaque peuple vit sa sexualité. La série ne s'intéresse pas seulement aux pratiques sexuelles des habitants du pays visité, mais explore également avec un regard ethnologique et sociologique des sujets comme l'égalité des sexes, les rapports entre les hommes et les femmes, les tabous et les interdits entourant le mariage.

## Fiche technique
- Production : France Choquette et Jean Roy
- Scénarisation : Jean Roy et Danielle Pigeon
- Réalisation : Yvonne Defour, Mélanie Dion, Marie-Claude Fournier, Frédéric Gieling, Pascal L’Heureux, Lisette Marcotte, Éric D. Savage
- Direction de la photographie : Dominic Dorval, François Messier-Rheault, Janel Furoy et David Marescot
- Montage : Cyril Lacouture et Stella Valiani

## Épisodes
Chaque épisode met en lumière des sujets liés à la sexualité et aux pratiques d'un pays en particulier.

### Première saison (2011)
La première saison est diffusée à partir du 4 janvier 2011. Y sont traités :
- La Suède
- Le Rwanda
- L'Angleterre
- L'Argentine
- L'Inde
- La France
- La Chine
- Le Japon

### Deuxième saison (2012)
La deuxième saison est diffusée à partir du 3 janvier 2012. Y sont traités :
- Le Liban
- L'Allemagne
- Israël
- L'Australie
- Le Brésil
- La Russie
- La Corée
- Le Sénégal

### Troisième saison (2013)
La troisième saison est diffusée à partir du 8 janvier 2013. Y sont traités :
- Le Mexique
- Le Vietnam
- L'Afrique du Sud
- La Turquie
- L'Indonésie
- La Grèce
- La Pologne
- L'Italie

## Distinctions
- 2011 : prix Gémeaux pour la meilleure émission ou série originale produite pour les nouveaux médias : affaires publiques, documentaire, magazine, sport[5]
- 2011 : prix Gémeaux pour le meilleur site Web pour une émission ou série : affaires publiques, documentaire, magazine, sport
- 2012 : Grand prix multimédia du Conseil international des radios-télévisions d’expression française[6]